# 学校法人大阪学院大学
学校法人大阪学院大学（がっこうほうじんおおさかがくいんだいがく 英表記：Osaka Gakuin University  通称:大院大(だいいんだい)）は大阪府大阪市北区に本部をおく学校法人。大阪学院大学などの設置者。全8学部からなる総合大学である大阪学院大学をはじめ、大学院から、短期大学、高等学校、専門学校までを備えた総合学園として60年を越える歴史を有する。

## 概観

### 建学の精神
「教育と学術の研究を通じ、広く一般社会に貢献し、かつ人類の福祉と平和に寄与する視野の広い実践的な人材の育成」。

### 歴史
大阪学院大学の創立は、1940年（昭和15年）初代総長の白井種雄が大阪天満宮（大阪市北区）の鳥居を望む町並みの一軒に、企業会計人の育成という当時としては画期的な目標の下、創設された経理専門学校として大阪で最も古い歴史を有する関西経理専門学校の前身、関西簿記研究所に始まる。こうした経緯からも、大阪学院大学は、ビジネス社会を担う実践的な人材育成を重視した教育を実施している。
商都・大阪の郊外にキャンパスを構え、語学教育、情報教育など実践的な教育に力を入れ、近年では法科大学院の設置など時代の要請に対応すべく、変革を遂げている。近年では、かつてのような富裕層家庭の学生が特に多いという状況でなくなり、他大学同様、ごく普通の学生で占められているが、これまでの伝統で培われた文化的、コンサーバティブで大らかな学風は根強く残っており、特異な雰囲気を持っている。
大阪学院大学は現在、商学部、経営学部、経済学部、法学部、外国語学部、国際学部、情報学部、の7学部8学科と通信教育部（商学部）、大学院 商学研究科、経済学研究科、法学研究科、国際学研究科、コンピュータサイエンス研究科、法務研究科（法務研究科）からなり、それぞれの学部、研究科がその歴史と伝統に応じた研究と教育に携わっている。詳細は大阪学院大学を参照のこと。

### 基礎データ
（2008年現在）
- 大学事務局：大阪府吹田市岸部南二丁目36番1号
- 創立：1940年（昭和15年）
- 総長：白井元康
- 高等学校長：角田聡
- スクールモットー：Logos and Pathos 理性と情熱

## 各学校の特色

### 大阪学院大学・大阪学院短期大学
大阪学院大学・大阪学院短期大学にて詳しく解説がなされている。

### 大阪学院大学高等学校
普通科高校としては珍しく実践的な学習を可能とした特色ある5つのコース（普通、特進、国際、情報、スポーツ科学）が用意されている。クラブ活動としては、サッカーなどが強豪として知られる。詳細は大阪学院大学高等学校を参照のこと。

### 関西経理専門学校・関西医科専門学校
この2つの専修学校を総称してAST College(Advanced School of Technomists)と呼ぶ。関西経理専門学校では、即戦力として活躍できるビジネスパーソン育成を目標とし、経理、経営、情報の3分野の学科と、研究科、夜間部を設置する。関西医科専門学校は、理学療法士の育成を目的とする。2021年3月に閉校するまでアロマテラピストとパティシエの育成を主な目的とする関西健康・製菓専門学校も存在していた。各校の詳細は関西経理専門学校・関西医科専門学校・関西健康・製菓専門学校を参照のこと。

## 略歴

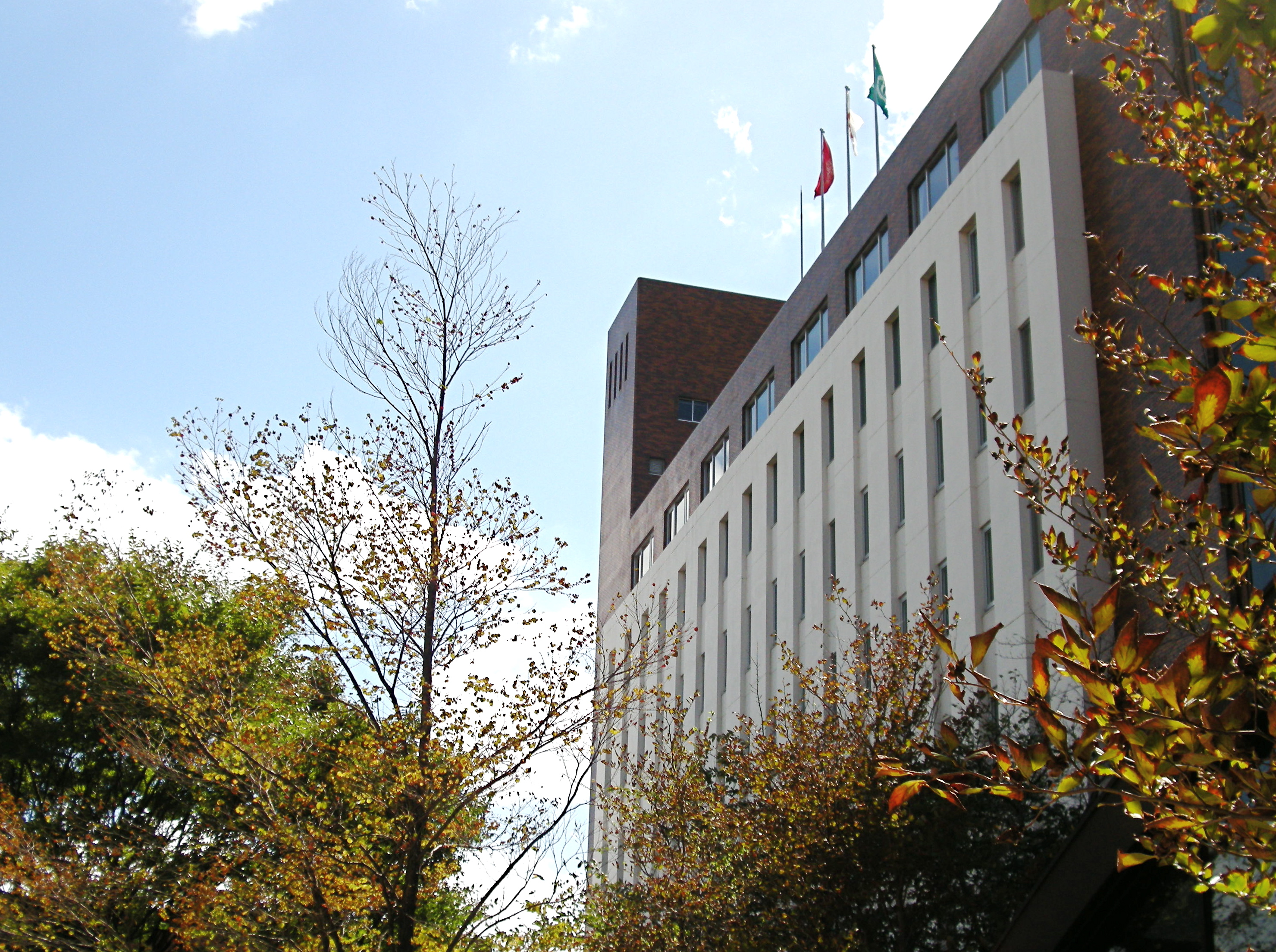
大阪学院大学本館

### 年表
- 1940年 初代総長・白井種雄が大阪市北区地下町に関西簿記研究所を創設
- 1952年 関西簿記経理学校を開校
- 1953年 準学校法人関西経済学院認可。関西簿記経理学校を関西経理専門学校に名称変更
- 1958年 準学校法人関西経済学院を学校法人関西経済学院に組織変更
- 1959年 関西経済学院商業高等学校を開校
- 1962年 関西経済学院短期大学を開校。関西経済学院商業高等学校を関西経済学院高等学校に改称
- 1963年 大阪学院大学を開学。関西経済学院高等学校を大阪学院大学高等学校に改称
- 1967年 大阪学院大学大学院を設置
- 1970年 大阪学院大学に通信教育部を増設
- 1976年 キャンパス拡充整備年次計画を開始。関西経理専門学校を設置
- 2004年 大阪学院大学に大学院法務研究科（法科大学院）を増設。関西健康専門学校を開校
- 2005年 関西医科専門学校を開校
- 2008年 関西健康専門学校を関西健康・製菓専門学校と改称
- 2013年 大阪学院短期大学を大阪学院大学短期大学部に名称変更
- 2021年 関西健康・製菓専門学校閉校

## 設置している教育機関
大学
- 大阪学院大学

短期大学
- 大阪学院大学短期大学部

高等学校
- 大阪学院大学高等学校

専門学校
- 関西経理専門学校
- 関西医科専門学校

## 募集停止・廃止した教育機関
- 関西健康・製菓専門学校（旧・関西健康専門学校）

## その他
- 同大学は、ハワイに所在する邸宅について、白井善康理事長名義で借りた上で費用を支出してきていたが、大阪国税局が同大学に対する税務調査で、邸宅には大学の使用実態がなく、費用は事実上理事長の給与に当たると判断し、約2億2,000万円分の源泉徴収漏れを指摘していたことが、2012年12月までに明らかになった[1]。